# Konstantin Ames

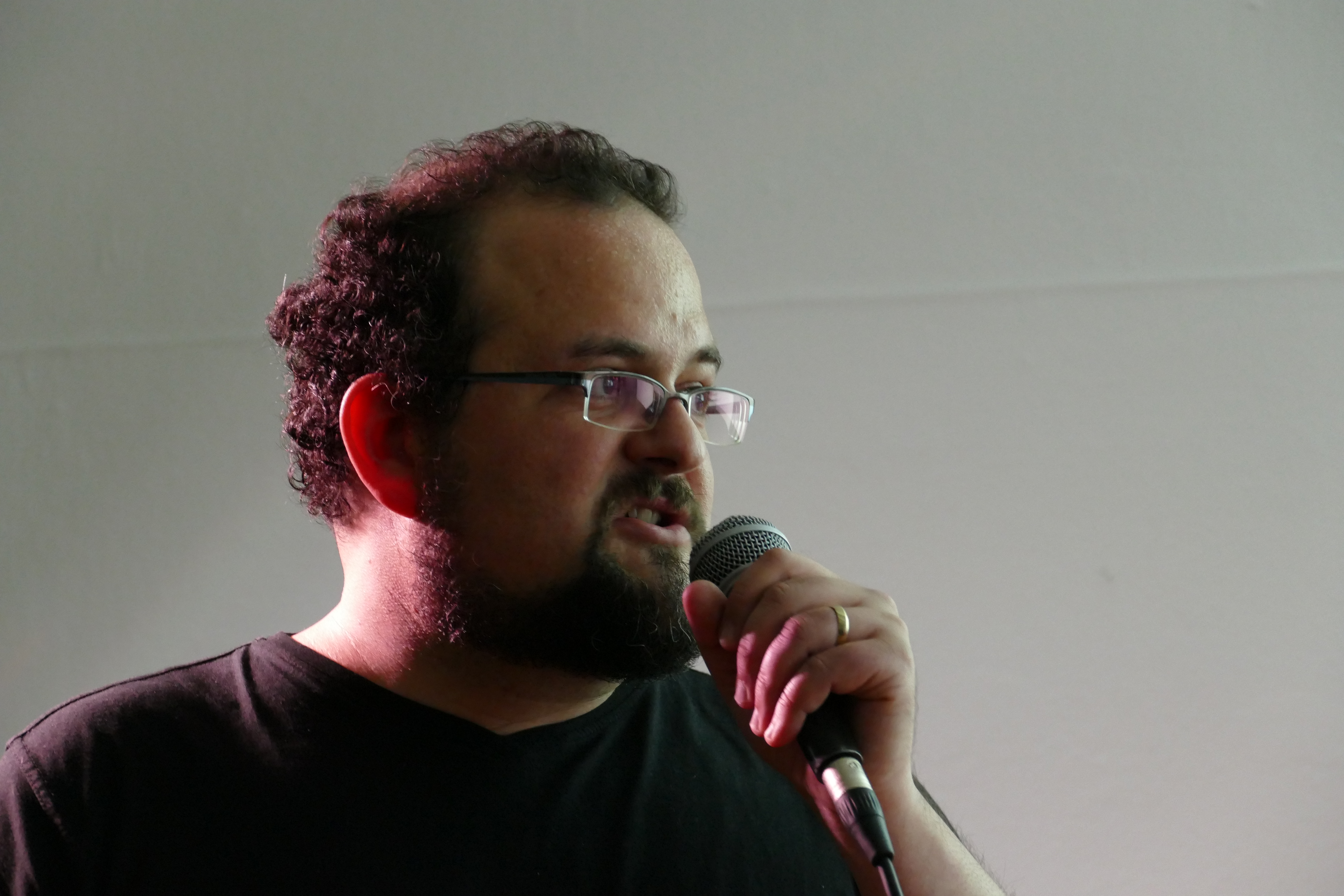
Konstantin Ames

Konstantin Ames (* 1979 in Völklingen) ist ein deutscher Schriftsteller.

## Leben
Nach dem Abitur am Technisch-Wissenschaftlichen Gymnasium in Dillingen/Saar studierte Ames Kommunikations- und Medienwissenschaft, Philosophie, Allgemeine und Vergleichende Literaturwissenschaft und Neuere Deutsche Literatur an der Universität Greifswald und der Universität Leipzig. Er schloss das Studium mit einer Magisterarbeit zur Kooperation von Becher-Literaturinstitut und Mitteldeutschem Verlag ab. Ames ist außerdem Absolvent des Deutschen Literaturinstituts Leipzig. Neben seiner schriftstellerischen Tätigkeit verfasst er Übersetzungen und Literaturkritiken zu Neuerscheinungen im Bereich Poesie. Ames gilt als Kritiker des Lyrikbetriebs. Er lebt in Berlin. 

## Werke
- Alsohäute. 2. Aufl., Solothurn: roughbooks, 2021 [2010].
- sTiL.e(ins) Art und Weltwaisen. 2. Aufl., Berlin und Solothurn: roughbooks, 2021 [2012].
- sTiL.e(zwi) Schenspiele. Poesien. Saarbrücken: Edition Saarländisches Künstlerhaus, 2016. (Reihe "Topicana" des VS Saar, Bd. 30)
- sTiL.e(dir) Sämtliche Landschaften, Welt. Wien: Klever Verlag 2018.
- sTiL.e(vir) Lyrik, Glückswürdigkeit. Mit einem Nachwort zum sTiL.e-Zyklus von Michael Gratz. Berlin: Noack & Block, 2021.
- Verständniserklärung, 2 Kapitel. Gedichte. Berlin: Noack & Block, 2022.
- Völklinger Schulderung, Poem · Essay. Berlin: Noack & Block, 2025.

## Herausgaben
- Täglich ein Galgenlied (Hommage à Christian Morgenstern) im Internetforum Signaturen[2]
- Abendlandli(e)der. 100 Jahre »Menschheitsdämmerung« in Ausgabe 92 der Literaturzeitschrift Schreibheft
- Morgensternfest zum 150. Geburtstag. L&Poe Journal 1 / 2021

## Veröffentlichungen in Anthologien und Zeitschriften (Auswahl)
- Zwischen den Zeilen Heft 31. Weil a. Rhein/Basel: Urs Engeler Editor, 2010.
- randnummer Heft 4, Heft 5, Heft 6-7-8. Berlin u. Hamburg: 2011, 2012, 2016[3].
- Idiome. Hefte für Neue Prosa Nr. 7, 11, 12, 16. Wien: Klever Verlag, 2014, 2018, 2019, 2023.
- Drehe die Herzspindel weiter für mich. Christine Lavant zum 100. Hrsg. v. Klaus Amann, Fabjan Hafner, Doris Moser. Göttingen: Wallstein, 2015.[4]
- die horen Band 271 („Das Wort beim Wort nehmen. Konkrete und andere Spielformen der Poesie“[5]). Göttingen: Wallstein Verlag, 2018.
- Aus Mangel an Beweisen. Lyrik im 21. Jahrhundert. Hrsg. v. Michael Braun und Hans Thill. Heidelberg: Das Wunderhorn, 2018.
- Versnetze_zwölf bis 15 (Hrsg. von Axel Kutsch). Weilerswist: Verlag Ralf Liebe, 2019, 2020, 2021, 2022.
- Das Gedicht Band 30. Weßling b. München: Anton G. Leitner Verlag, 2022.
- Jahrbuch der Lyrik 2019, 2020, 2021, 2023, 2024/25. Frankfurt am Main: Schöffling, 2019, 2020, 2021, 2023, 2024.

## Übersetzungen
- Miron Bialoszewski: Vom Eischlupf – Nachdichtungen, hrsg. v. Dagmara Kraus. Leipzig: Reinecke & Voss 2015.
- Catherine Hales: 08/15-hegemonien – Gedichte. Aus dem Englischen von Konstantin Ames. Berlin: Brüterich Press 2017.

## Rezeption (Auswahl)
- Die FAZ beschreibt seine Werke als hochkarätige Lyrik.[6]
- Die Süddeutsche Zeitung hebt Ames als rigorosen Stilpluralisten hervor.[7]
- Florian Kessler setzte die Publikation 08/15-hegemonien auf die Liste der Lyrik-Empfehlungen 2018 und bezeichnete die übersetzerische Arbeit als kunstvoll.[8]
- Michael Braun notiert zum Habitus von Ames und zum Stil von dessen viertem Gedichtband: Der Autor bevorzugt die Haltung des wilden Sprach-Anarchisten, der mit dem ganzen Register an Wortwitz, antigrammatischem Furor und einfallsreicher Assoziationskunst gegen eine ideologisch verbiesterte Sprachordnung anschreibt. Seine Elegien, die von ihrer antiken Herkunftsgeschichte her ja als Klagelieder angelegt sind, verwandelt Ames dabei in furiose Zornesgesänge.[9]
- Meinolf Reul nimmt nicht nur eine Antihaltung wahr, sondern auch ästhetische Eigenheiten in den Blick: In seiner Ablehnung des „Interessantismus“ zeichnen sich ästhetische Positionen ab, für die dieser Dichter steht, und man möchte hinzufügen: ziemlich einmalig steht. Stichwortartig ließen sich folgende Charakteristika hervorheben: Formenvielfalt; ein guter Draht zur aktuell gesprochenen (oder geschriebenen) Sprache einschließlich Dialekt; Risikofreude; Witz und Verve; Anspruch, abseits von Erhabenheit.[10]

## Auszeichnungen
- 2009: Lyrikpreis beim 17. Open Mike der Literaturwerkstatt Berlin[11]
- 2012: Förderpreis zum Mörike-Preis der Stadt Fellbach auf Vorschlag von Jan Peter Bremer
- 2012: Stipendiat der Stiftung Rheinland-Pfalz für Kultur im Künstlerhaus Edenkoben
- 2013: Literatur-Arbeitsstipendium der Berliner Senatsverwaltung für Kulturelle Angelegenheiten
- 2014: Alfred-Döblin-Stipendium der Akademie der Künste[12]
- 2015: Künstlerstipendium im Deutschen Studienzentrum in Venedig
- 2016: Lyrikpreis Meran[13]
- 2020: Literaturstipendium der Stiftung Preußische Seehandlung[14]
- 2021: Recherchestipendium der Senatsverwaltung für Kultur und Europa[15]
- 2023: Werkstipendium des Deutschen Literaturfonds[16]